# Чирипюк Дмитро Іванович
Дмитро́ Іва́нович Чирипю́к (нар. 2 лютого 1959, с. Турятка Глибоцького району Чернівецької області) — український театральний режисер, сценарист, продюсер, Заслужений діяч мистецтв України, народний артист України (2015). Режисер-постановник  Національного академічного драматичного театру ім. І. Франка з 1991 року.

## Життєпис
Народився 2 лютого 1959 року в с. Турятка Глибоцького району Чернівецької області.
Навчався у театральній студії при Київському театрі ім. І. Франка. Працював актором у Чернівецькому та Івано-Франківському театрах.
1990 — закінчив Київський національний університет театру, кіно і телебачення імені Івана Карпенка-Карого. Під час навчання проходив практику у московському Ленкомі.
Від 1991 — режисер-постановник Національного академічного драматичного театру ім. Івана Франка (м. Київ). У його творчому доробку режисерські постановки вистав, фестивалі, концерти, презентації та інші мистецькі заходи, зокрема в Національному палаці «Україна», Національній опері ім. Тараса Шевченка, Національному театрі ім. І. Франка та ін. Здійснював постановки в Івано-Франківську, Чернівцях, Коломиї, Одесі, Ужгороді.
Професор кафедри режисури та акторської майстерності Національної академії керівних кадрів культури і мистецтв

## Творчість

### Театральні постановки
Національний академічний драматичний театр імені Івана Франка
- 1989,  23 грудня — «Тев'є-Тевель» за п'єсою «Панахидна молитва» Григорія Горіна, написана за мотивами збірки оповідань «Тев'є-Молочар» Шолом-Алейхема (співрежисер Сергія Данченка)
- «Лісова пісня» Лесі Українки
- «Бояриня» Лесі Українки
- «Ех, мушкетери, мушкетери» Є. Євтушенка, Ю. Шевченка за О.Дюма
- «В неділю рано зілля копала…» О. Кобилянської
- «Ніч на полонні» О.Олеся
- «Перехресні стежки» Д.Чирипюка за твором І. Франка
- «Великі комбінатори» Д. Чирипюка, В. Юдова
- «Авантюра Никодима Дизми» Тадеуша Доленги-Мостовича
- 2023, 23 травня —  «Загнаний кінь» Франсуази Саган (камерна сцена)

### Фільмографія
Режисер документальних фільмів
- «Віра» (трилогія до 200-річчя від дня народження Т.Г.Шевченка)
- «Небесна сотня у вирій полетіла» (фільм-реквієм)

Автор сценаріїв
- «Віра»
- «Поступ»
- «Князь Святослав»
- «Гетьман Виговський»
- «Либідь»
- «Небесна сотня у вирій полетіла»

### Фестивалі
- Міжнародний фестиваль патріотичних фільмів «Кінодок» – автор та керівник проекту
- Режисер фестивалів: 1-3 Київський Міжнародний кінофестиваль, «Слов’янський базар», «Сорочинський ярмарок», «Український спів у світі», «CLASSIC – ПРЕМ’ЄР», 2-6 Міжнародний конкурс балету «Серж Лифар де ля Данс»
- Концерти, присвячені 185 – 191-й річницям з дня народження Т. Шевченка, Лесі Українки, І. Франка, М. Леонтовича, Н. Ужвій, С. Данченка, Б. Ступки, Г.Юри, Є.Євтушенка, Р.Кириченко, В. Крищенка,  В.Стуса, В.Симоненка, А.Бучми, М. Вериківського, Б. Шарварка, Т. Осьмачка, І.Багряного, С.Крушельницької, О.Олесь, Н. Заньковецької, О. Теліги, А. Веделя, О. Петрусенко, П.Тичини, П.Мовчана, Д.Павличка та інші.
- Впродовж 18 років займався українською діаспорою. Був головним режисером Всесвітнього форуму українців та трьох Міжнародних фестивалів «Український спів у світі» (Київ)
- Міжнародного форуму обдарованої молоді українського зарубіжжя «Свято талантів» (Київ, 2006)
- Міжнародного фестивалю народної творчості українського зарубіжжя «Чуття єдиної родини» (2003-2007, м.Очаків)
- Фестивалю мистецтв українців Придністров’я «Пшеничне перевесло» (Республіка Молдова, Придністров’я)

## Визнання
- 2001 — Заслужений діяч мистецтв України[3]
- 2014 — Премія ім. Івана Огієнка за виставу «Перехресні стежки» [джерело?]
- 2015 — Народний артист України[1]
- 2020 — Премія НСТДУ (Премія ім. Cергія Данченка)[4]